# آراواک

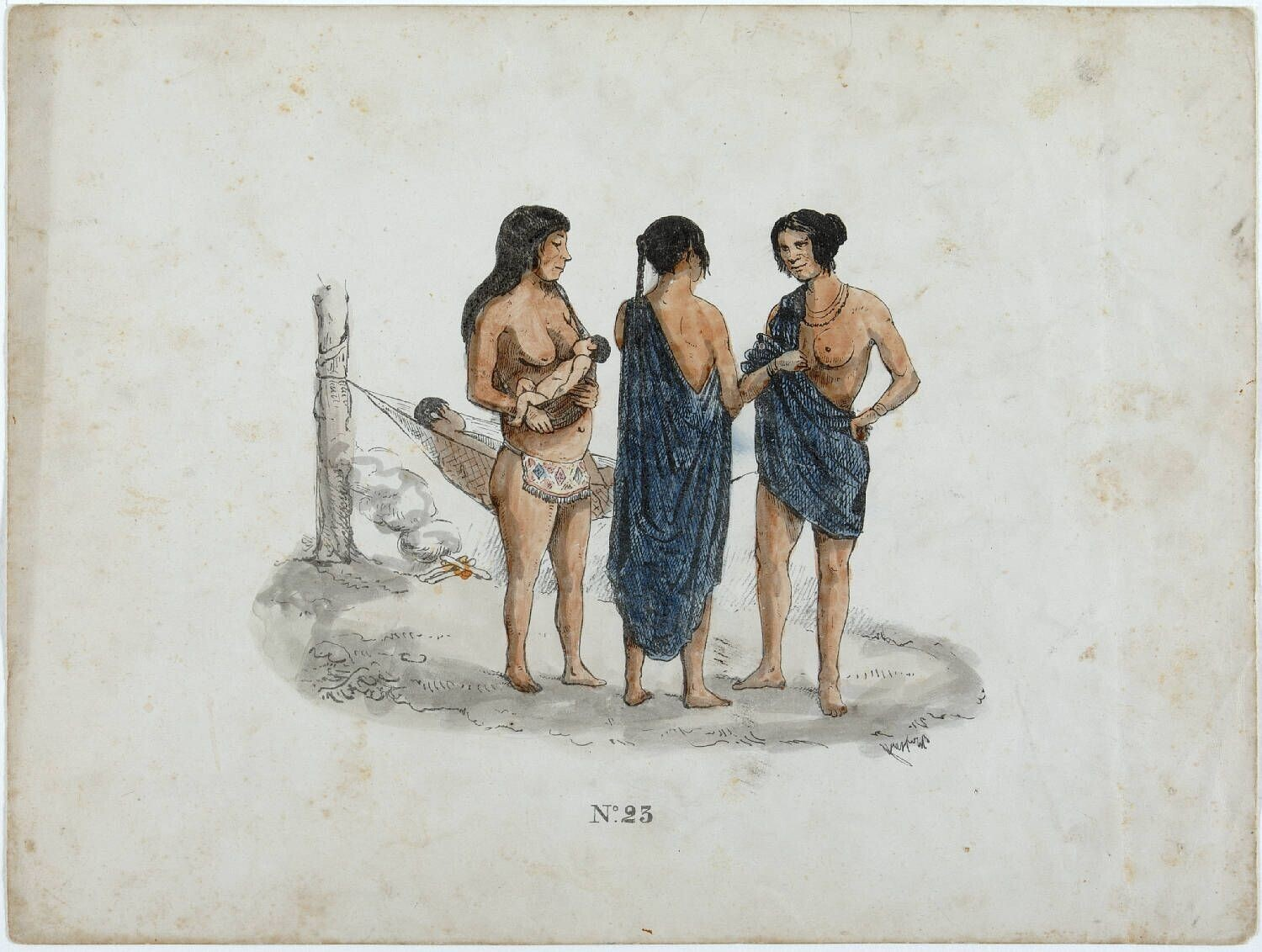
آراواک‌ها

آراواک یا آراهواکو (به اسپانیایی: Arahuaco) دسته‌ای از سرخ‌پوستان بودند که نخستین بار اسپانیاییان در سدهٔ پانزدهم میلادی با آنان روبه‌رو گشتند. آراواک‌ها شامل تائینوها -که در باهاما و آنتیل بزرگ می‌زیستند-، باشندگان تیرینیداد، سرخ‌پوستان ایگنری و گروه‌های کوچک دیگری که در کرانه‌های خاوری آمریکای جنوبی می‌زیستند می‌شدند. آراواک‌ها به زبان‌های آراواکی سخن می‌گفتند و نخستین دسته از بومیان قاره آمریکا بودند که کریستوف کلمب با آنان روبه‌رو شد.
بسیاری از باشندگان کنونی آروبا، پورتوریکو، جمهوری دومینیکن و هائیتی تبار آراواکی دارند.